# 175017 Záboří
175017 Záboří è un asteroide della fascia principale. Scoperto nel 2004, presenta un'orbita caratterizzata da un semiasse maggiore pari a 2,7261483 UA e da un'eccentricità di 0,1017600, inclinata di 10,17579° rispetto all'eclittica.